# Papa Agatão
Agatão ou Ágato (em latim: Agatho); (Palermo, c. 577 - Roma, 10 de janeiro de 681), foi um papa que era de origem siciliana e vivia num mosteiro em Palermo. Foi eleito em 27 de junho de 678. Relacionou-se com os bispos ingleses e promoveu a Irlanda a centro de cultura. Condenou o monotelismo e opôs-se aos abusos imperiais, pelo que enviou 680 legados ao Concílio Ecumênico de Constantinopla. Autor do juramento papal, desde então feito por todos os papas eleitos. Faleceu antes de assinar os decretos do concílio. Santo Agatão recebeu os títulos de "Taumaturgo" e de "Fazedor de Milagres", pelos numerosos milagres que teria realizado. Morreu em 10 de janeiro de 681. Os registros da Igreja afirmam que Agatão serviu como papa quando era centenário, sendo considerado o papa mais longevo da história.